# Олесь Фалей
Олександр Олександрович Фалей (англ. Аляксандр Аляксандравіч Фалей), відомий як Олесь Фалей (англ. Алесь Фалей; нар. 28 січня 1959, с. Задвея, Барановицький район) — білоруський митець, художник, графік і коваль. Член Спілки художників Білорусі.

## Біографія
Олександр Фалей народився 28 січня 1959 року в селі Задвея Барановицького району Берестейської області Білоруської РСР.
У 1992 році закінчив Вітебський технологічний інститут легкої промисловості за спеціальністю «художнє конструювання виробів текстильної та легкої промисловості».
Під час навчання захопився живописом, потім опанував інші образотворчі техніки. Працює в техніці живопису, графіки, скульптури, ручного ткацтва, інсталяції, артоб’єкту, художнього кування тощо. З 1986 року брав участь у понад 90 виставках, з них 15 персональних.
Перша персональна виставка відбулася в 1992 році в Барановичах. Виставки художника проходили в різних містах Білорусі, Росії, а також у Польщі, Німеччині, Саудівській Аравії, Франції, Литві, Шотландії, Ірландії, Австрії.
Олександр Олександрович — лауреат конкурсу «Арт-Марк», першої виставки образотворчого мистецтва у Вітебську (1992). Брала участь у пленері пам’яті художника Миколи Селещука (Брест, 2002), у міжнародному фестивалі брутального мистецтва «Борей» (Санкт-Петербург, 2003), у національному пленері, присвяченому 200-річчю з дня заснування. народження Наполеона Орди (Іванівський район, 2006).
Олесь Фалей — член творчого об’єднання «Аршица» (1991), член Білоруської спілки художників з 1999 року. У 2004 році прийнятий у члени Міжнародної академії графіки (Санкт-Петербург).
На Міжнародному бієнале графіки (Манеж, Санкт-Петербург, 2004) Олександр Фалей отримав першу премію та медаль у номінації «Станкова графіка». У 2006 році отримав звання магістра на XIV Міжнародному фестивалі мистецтв «Майстер-клас».
У 2014 році художник провів півтора місяця в місті Чанчунь, Китай, де на міжнародному симпозіумі створив триметрову металеву скульптуру коника, яка встановлена в одному з міських парків Чанчуня. У лютому 2016 року Фалей створив дві скульптури з металобрухту в Каїрі.
Твори художника знаходяться в державних музеях Білорусі (Мінськ, Брест, Орша, Барановичі), Музеї Марка Шагала у Вітебську, Музеї Ерарта в Санкт-Петербурзі, Університеті візуальних мистецтв (Корк, Ірландія), приватних колекціях Росії, США, Франція, Німеччина, Шотландія, Фінляндія, Туреччина, Канада, Ізраїль, Литва.
Проживає в Барановичах. Займається живописом і графікою, а також художнім ковальством у спільноті «Кавали» разом з Іваном Квятком та Сергієм Сергійчиком.

## Нагорода
- 1991 — член творчого об’єднання «Аршиця».
- 1992 — Лауреат конкурсу «Артмарка», м. Вітебськ, Білорусь.
- 1999 — член Спілки художників Білорусі.
- 2003 — член Міжнародного мистецького об’єднання «Магістр».
- 2004 — Член Міжнародної академії графіки, Санкт-Петербург, Росія.
- 2004 — 2 Міжнародна бієнале графіки, ЦВЗ «Манеж», Санкт-Петербург, Росія. Перша премія та медаль у номінації «настільна графіка».
- 2006 — «Майстер-клас», Санкт-Петербург, Росія. Надано звання «Магістр».